# Позднеев, Николай Матвеевич
Позднеев Николай Матвеевич (28 сентября 1930, Ленинград, СССР — 10 июня 1978, Ленинград, СССР) — советский художник, живописец, член Ленинградской организации Союза художников РСФСР.

## Биография
Николай Позднеев родился 28 сентября 1930 года в Ленинграде. Его отец, происходивший из духовного сословия, получил университетское образование и преподавал в Ленинградском институте инженеров железнодорожного транспорта. Прадедом художника по отцовской линии был протоиерей Сретенской церкви в Орле Матвей Автономович Позднеев. Также Николай Позднеев приходился племянником известным учёным-востоковедам, профессорам Петербургского университета братьям А. М. Позднееву и Д. М. Позднееву.
Семья будущего художника занимала квартиру в доме № 90 на Невском проспекте между Литейным проспектом и улицей Маяковского. Маленький Коля с родителями бывал в гостях у дяди Д. М. Позднеева, жившего неподалёку на Фонтанке в знаменитом «толстовском» доме Ф. Лидваля. Сестра Д. М. Позднеева Софья Матвеевна была замужем за протоиереем Петром Булгаковым, приходившимся дядей писателю М. А. Булгакову. Во время посещения Ленинграда Михаил Булгаков останавливался у своих родственников. Существует версия, согласно которой хозяин квартиры профессор-востоковед Д. М. Позднеев послужил для знаменитого писателя одним из прообразов Воланда, а его квартира № 660 одним из прообразов «нехорошей» квартиры, описанной в романе «Мастер и Маргарита».
После начала Великой Отечественной войны Позднеев с матерью и старшей сестрой был эвакуирован на Урал в село Ножовка Еловского района Молотовской области, где оставался до полного освобождения Ленинграда от вражеской блокады. После возвращения из эвакуации Позднеев поступил в Среднюю художественную школу (СХШ) при Всероссийской Академии художеств. СХШ располагалась тогда на третьем этаже здания Академии художеств, большую часть которого занимал Институт живописи, скульптуры и архитектуры имени И. Е. Репина. Учителями Позднеева были известные педагоги В. А. Горба и М. Д. Бернштейн, а его соучениками по школе стали известные в будущем художники И. С. Глазунов, Э. Я. Выржиковский, В. С. Саксон, Е. Д. Мальцев, А. С. Столбов, П. Г. Кипарисов, И. Г. Бройдо, Ю. В. Белов, З. П. Аршакуни и другие.
В 1950 году Позднеев окончил СХШ и летом того же года был принят на первый курс живописного факультета ЛИЖСА имени И. Е. Репина, где продолжил обучение у педагогов А. А. Деблера, И. П. Степашкина, Е. Табаковой, А. Мыльникова, В. Анисовича. В 1956 году Позднеев окончил институт по мастерской профессора Виктора Орешникова с присвоением квалификации художника живописи. Его дипломной работой стала картина «Из школы», сочетавшая элементы пейзажа и бытового жанра и посвящённая детям современной деревни. Написанная свободно, без назиданий и дидактики, с подчёркнутым вниманием к передаче детских характеров, картина рисует стайку деревенских ребят, возвращающихся из школы и ведущих дорогой непринуждённый разговор. Работа находится в собрании Псковской картинной галереи. Известен её ранний авторский вариант, хранящийся в частном собрании.
В одном выпуске с Позднеевым институт окончили Сергей Буров, Ленина Гулей, Муза Дегтярева (Оленева), Энгельс Козлов, Ярослав Крестовский, Алексей Кудрявцев, Шая Меламуд, Петр Назаров, Анатолий Ненартович, Юрий Опарин, Василий Орешкин, Всеволод Петров-Маслаков, Федор Смирнов, Леонид Фокин, Захар Хачатрян и другие молодые художники, ставшие впоследствии известными живописцами.
После института Позднеев пишет картины по договорам с Художественным фондом. Одновременно работает творчески, пробуя себя в разных жанрах. С 1956 года участвует в выставках. Уже первые показанные самостоятельные работы, привезенные с Академической дачи, обратили на себя внимание самобытной хлесткой манерой письма и особым видением цвета. В 1957 году за серию пейзажей «Зимой», «Лодки», «На Онеге» (все 1957), показанных на Юбилейной Всесоюзной художественной выставке в Москве, Позднеев был удостоен диплома второй степени Министерства Культуры РСФСР. В этом же году его принимают в члены Ленинградского Союза художников.
В 1950—1970 годы Николай Позднеев совершает поездки в Кандалакшу, по Уралу и реке Чусовой, по Вятке, работает в домах творчества художников Горячий Ключ, Старая Ладога, Академичеакая дача. Но теснее всего его творческая судьба была связана с живописными окрестностями Вышнего Волочка, деревней Малый Городок, где жила семья его жены Веры Васильевны, с расположенными по соседству деревнями Подол, Новое и Старое Котчище, Валентиновка, Кишарино. Здесь он ежегодно работает с конца 1950-х годов. Река Мста и озеро Мстино, раскинувшиеся по его берегам деревни — здесь он не только писал свои многочисленные этюды и картины, но и находил живое творческое общение с близкими по взглядам на искусство художниками — москвичами и ленинградцами, во множестве заселившими эти места в 1950—1960 годы.
Николай Матвеевич Позднеев скончался 10 июня 1978 года в Ленинграде в результате несчастного случая на сорок восьмом году жизни. Его произведения находятся в Государственном Русском музее, в музеях и частных собраниях в России, Великобритании, США, Японии, Германии и других странах.

## Творчество
Большинство современников сходилось во мнении, что толчком к стремительному раскрытию дарования Позднеева стали его первые поездки на Академическую дачу, быстро найденный свой круг тем и так же быстро сложившийся круг творческого общения, в который входила группа талантливых ленинградских, московских и тверских живописцев, обосновавшихся в этих местах. Среди них были М. К. Копытцева и А. П. Левитин, В. Н. Гаврилов, В. Ф. Шумилов, К. Г. Казанчан, Л. А. Фокин и некоторые другие.
Однако некоторые педагоги Позднеева ещё в годы учёбы обратили внимание на его незаурядные способности. Так, профессор И. П. Степашкин писал о нём в 1956 году: «Настоящим с удовольствием рекомендую в члены Союза советских художников Позднеева Николая Матвеевича. Товарищ Позднеев, не говоря уже о живописи, особенно ярко проявил себя в композиции. Его композиционные работы всегда несли в себе какую-то теплоту, радость и счастье, что он и повторил в своей дипломной работе, за которую он вполне заслуженно получил высокую оценку».

Н. М. Позднеев. Весенний день. 1959

Известный искусствовед И. Никифоровская в статье, посвящённой юбилейной выставке ленинградских художников 1957 года в Русском музее, выделяет картину Позднеева «На Онеге» как «одну из лучших работ выставки, написанную с большим вкусом».
Одной из первых жанровых композиций Позднеева стала картина «Весенний день» (1959). Она развивала тему юности, впервые поднятую несколькими годами ранее в дипломной работе. Работая над воплощением замысла, художник создал несколько вариантов произведения. Один из них, показанный в 1960 году сначала в Русском музее, а затем в Москве на первой республиканской выставке «Советская Россия», не вполне удовлетворил автора. Позднеев перекомпоновал работу, сделав её более вытянутой по вертикали. Группа детей сместилась к левому верхнему углу. Решение оказалось оправданным: вся композиция приобрела устремленность, органично отвечавшую её замыслу. Были усилены цветовые акценты, светлее стала красочная палитра работы. Весенний воздух в картине словно наполнился ожиданием перемен, созвучных настроениям эпохи. Этот вариант «Весеннего дня» в дальнейшем хранился в семье художника. В 1990—2010-х годах работа экспонировалась на выставках в Санкт-Петербургском Союзе художников, в Мемориальном музее Н. А. Некрасова и в ЦВЗ «Манеж». Пронизанная духом романтики, композиция стала настоящим успехом молодого живописца, в ней счастливо соединились очевидные живописные достоинства и богатый ассоциативный подтекст. Ясность сюжетной линии в сочетании с лирико-поэтической атмосферой картины, тонкий пейзаж настроения, удачно введённый в бытовой жанр, сделали именно это произведение Николая Позднеева своеобразной визитной карточкой автора, одним из художественных символов эпохи.
Произведения конца 1950-х — первой половины 1960-х годов выдвинули Николая Позднеева в число ведущих ленинградских живописцев. Среди них работы «Весна» (1957), «Весной», «Утро», «Пекарня», «Через реку», «Весенний этюд» (все 1958), «Грибы. Натюрморт», «Весной», «Кишарино», «Весенний день», «Летом за чтением», «Огурцы и помидоры», «На причале» (все 1959), «Летом», «Наташа в коляске», «Северный базар», «Домик у дороги», «Бабушкин дом», «Две старухи» (все 1960), «Лето», «Уже весна», «Крыльцо», «Осенний день» (все 1961), «Корзинки» (1962), «Листопад» (1963), «Натюрморт в траве», «Полочка», «Снегири», «Копченая вобла», «На лужайке», «У бабы Саши», «Рябина» (все 1964) и другие. В них художник раскрывается как талантливый колорист, обладавший редким природным чувством цвета. Его манеру отличает мощное широкое письмо, энергичный раздельный мазок и корпусная кладка краски, свежесть и непринужденность композиционных решений и артистизм исполнения. Особенностью работ Позднеева была их оригинальная смелая компоновка. Художник обладал редким даром бытового композитора и колориста. Любой сюжет, бытовую сцену он с легкостью превращал в оригинальный и поэтический образ. Ими становились переборка ягод и бабушкин дом, чаепитие или беседа двух старух, деревенское застолье, последние грибы, жена за чтением в саду или уголок собственной мастерской.
В 1967 году Позднеев был удостоен медали Всесоюзной художественной выставки. В многочисленных бытовых натюрмортах, жанровых сценах он сумел передать неповторимое ощущение своего времени, простых человеческих отношений. Как и сам мастер, его искусство было добрым и бесхитростным, исполненным оптимизма, иногда ироничным, говорило о полноте жизни. Место, занятое Николаем Позднеевым в ленинградском искусстве, определялось не только своеобразием его живописного дарования. Подолгу живя с семьёй в деревне Малый Городок по соседству с Академической дачей, полюбив и досконально изучив «изнутри» уклад этой жизни, полудеревенской — полубогемной, Позднеев стал одним из немногих ленинградских живописцем, в чьём творчестве ведущее место занял своеобразный и, увы, ныне утерянный мир этого «русского Барбизона» с его природой, людьми, нравами, заботами.
Среди его произведений конца 1960-х и 1970-х годов работы «Красные камни», «Перед путиной», «Причал в Кандалакше», «На кухне» (все 1967), «В мастерской», «Чаепитие» (1969), «Дом у моря» (1970), «Натюрморт с луком», «Натюрморт. Овощи» (1971), «Дома» (1972), «Весенний этюд» (1973), «Дома», «Зимний пейзаж» (обе 1975), «Баренцево море», «На сопке (метеостанция)» (обе 1977).

## Воспоминания
Приведём отрывок из воспоминаний о Н. Позднееве художника В. Ф. Шумилова из его книги «Картина маслом. Литературные зарисовки. Воспоминания» (Тверь, 2010):

«Рано, очень рано не стало Николая Матвеевича Позднеева, замечательного питерского живописца, на мой взгляд, мало оценённого. Мы в молодости с ним соседствовали, когда я снимал дом в деревне Малый Городок. Коля был человеком редких качеств — деликатный, интеллигентный, очень образованный. Дворянские корни, соответствующее воспитание… Мы иногда писали с ним вместе, ходили на этюды. Он был мастер! Мог вдруг стать таким же раздолбаем, как многие из нас, — до одури играть в футбол, в пинг-понг, участвовать в наших не всегда приличных розыгрышах, тайком от жён пробираться огородами в чайную, где продавали дешёвое клюквенное вино в розлив, изумительного цвета и вкуса… А как Коля читал стихи! У него была в Ленинграде невеста, замечательная девушка, будущий архитектор, а он, приехав на Академичку, без памяти и на всю жизнь влюбился в местную красавицу Веру Ерополову! Вера — смуглая, с соболиными бровями, идеально сложенная! Многие её писали, пытались за ней ухаживать. Пропал Коля! Женился, к явному неодобрению своей профессорско-дворянской родни, увёз жену в Ленинград. Коля был мягким и тихим человеком, Вера — огонь. Всё в её руках горит. Как-то его пытались побить местные, Вера врезалась в толпу, скинула босоножки на шпильках и ими отлупила хулиганов, обратив их в бегство!
Коля писал замечательные натюрморты. Мог написать освещённый солнцем половик на заборе, или умывальник на улице, или миску черники, залитой молоком, да так, что „маститые“ на просмотрах снимали шляпу. Ему часто позировала жена и очаровательная дочка — Наташа. Семью любил бесконечно… Мне Коля часто вспоминается, не хватает его юмора, разговоров с ним… Он ведь меня „образовывал“ — рассказывал из истории искусства, благодаря ему я многое в литературе открыл. В определённой степени Коля Позднеев тоже был моим учителем. Учил не искать мотивов для живописи, а увидеть его в простом, в том, что рядом и чему значения не придают, учил писать фактурно и объёмно — причём без назиданий — как-то незаметно, между делом».